# Burgstall Blickenberg
Der Burgstall Blickenberg bezeichnet eine abgegangene mittelalterliche Höhenburg auf 540 m ü. NHN in der Spornlage Blickenberg bei Dorfen, einem Gemeindeteil von Altenmarkt an der Alz im Landkreis Traunstein in Bayern. Die Anlage wird als Bodendenkmal unter der Aktennummer D-1-7941-0152 als „Burgstall des hohen Mittelalters (‚Blickenberg‘)“ geführt.

## Beschreibung
Die Burgstelle ist weitgehend verebnet, die Gräben verfüllt, das Vorwerk kaum noch erkenntlich.